# 托夫特 (明尼蘇達州)
托夫特（英語：Tofte）是位於美國明尼蘇達州庫克縣托夫特鎮區的一個非建制地區。

## 地理
托夫特所處的海拔為高於海平面191米（即627英呎），而該地所採用的時區為UTC-6，即北美中部時區（CST）。同時該地設有夏令時間，為UTC-6調快一小時，即UTC-5（CDT）。